# Ion Țuculescu

Ion Țuculescu - Autoportret

Ion Țuculescu (n. 19 mai 1910, Craiova – d. 27 iulie 1962, București), personalitate complexă, biolog și medic, s-a făcut cunoscut însă mai ales ca pictor.

## Biografie
Numele lui Ion Țuculescu a izbucnit exploziv în primăvara lui 1965, odată cu neuitata lui retrospectivă postumă, care a situat publicul pe negândite în fața unuia dintre marii pictori europeni ai epocii de după război.
Ion Țuculescu s-a născut la 19 mai 1910 la Craiova, provenit dintr-o familie de intelectuali. Urmează cursurile Colegiului Național "Carol I" din Craiova, unde în orele de desen primește primele îndrumări de la profesorul său Eugen Ciolac, de la care a aflat o parte din tainele picturii. Prima expoziție la care a fost remarcată prezența "pictorului diletant Ion Țuculescu" - alături de a fratelui său Șerban - este cea organizată în 1925, în sala de recepții a Palatului Administrativ al județului Dolj. Deși apreciat pentru talentul său artistic, Țuculescu nu se va îndrepta către o școală superioară cu profil artistic, ci se înscrie la Facultatea de Științe Naturale a Universității din București, pe care o va absolvi în 1936. Paralel frecventează și Facultatea de Medicină, obținând doctoratul în 1939 cu calificativul magna cum laude. Deși se dedicase studiului, Ion Țuculescu continuă să picteze și are prima expoziție personală în 1938 în sala Ateneului Român din București.
Până în anul 1960 participă la mai multe expoziții colective, expune la Salonul Oficial în 1941 și 1945, deschide șapte expoziții personale în clădirea Ateneului Român.
Dacă medicina nu l-a solicitat prea mult, cu excepția anilor de război, când fiind medic militar uimește prin devotament și abnegație, biologia devine celălalt pol al existenței sale în calitate de cercetător științific la Academia Română, zilele și nopțile împărțindu-le între paletă și microscop.

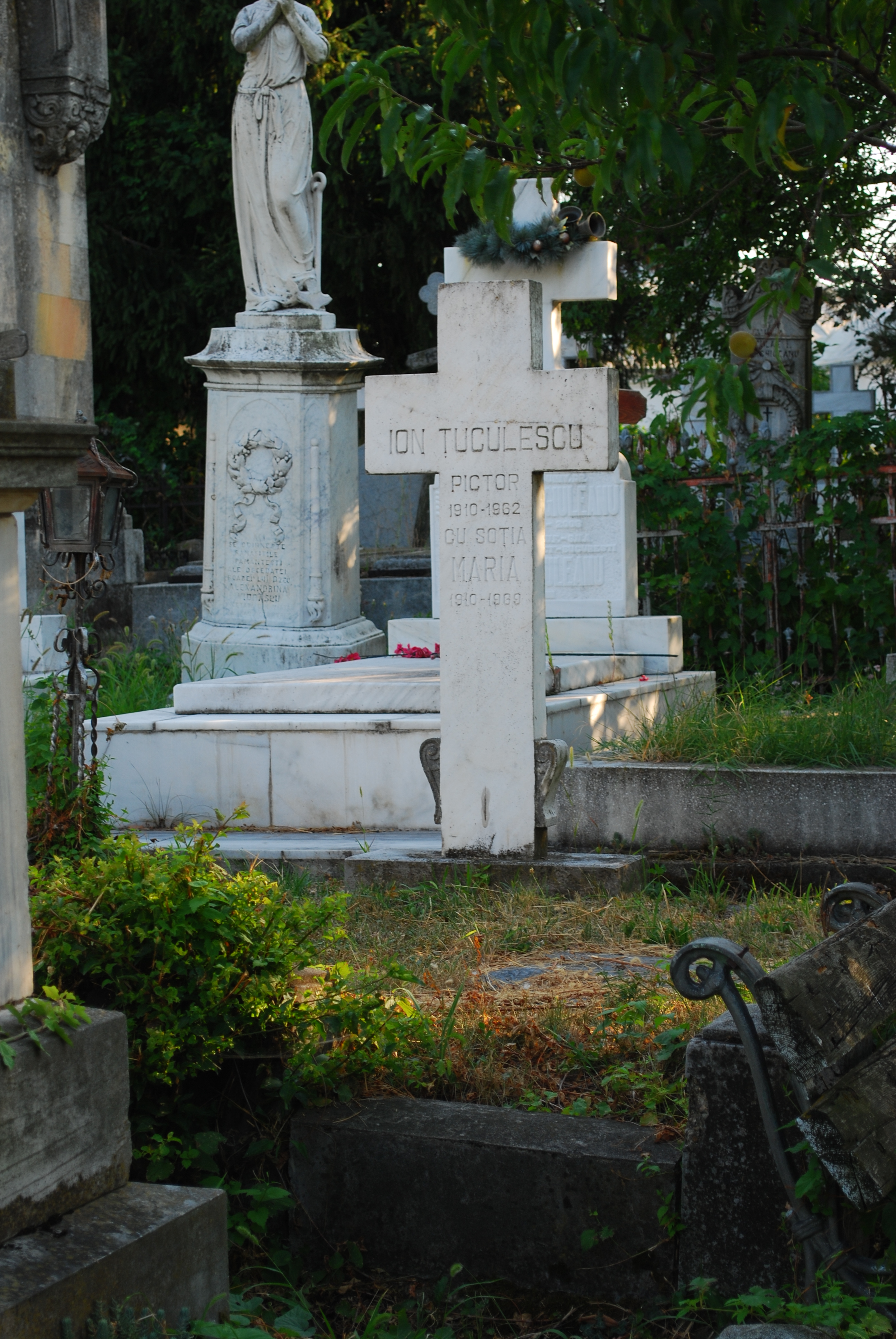
Mormântul lui Ion Țuculescu la mănăstirea Cernica.

Pictura a învățat-o ca autodidact și distanța de la primele sale tablouri până la cele din epoca maturității a parcurs-o muncind cu înverșunare disperată. Deși a fost prezent în viața artistică fără întrerupere, opera lui a rămas aproape fără ecou, adevăratele sale dimensiuni vădindu-se abia în anii când nu mai expune, claustrat în locuința lui, unde materia lui plastică avea să se cristalizeze orbitor după îndelungate și misterioase mutații.
În vara lui 1962 o boală neiertătoare îl doboară. Este înmormântat în cimitirul mănăstirii Cernica, în cavoul familiei Galaction.
Postum, pictura lui Țuculescu provoacă o revelație uluitoare, descoperindu-se un mare artist al cărui nume, în timpul vieții, n-a depășit surâsul îngăduitor al unei admirații palide. Tablourile sunt acum expuse în nenumărate expoziții organizate în țară și străinătate.
Pictura lui Țuculescu frapează prin excepționala ei forță cromatică, culorile sale obligă însă să se vorbească mai curând despre magia decât despre violența lor. Astfel încât nu este hazardat să se spună că avem de a face cu un "expresionist întârziat de extracție impresionistă", oricât de paradoxal ar părea această afirmație. În realitate opera lui Țuculescu este produsul unic al unui artist original de geniu, care tocmai prin aceasta se refuză oricărei încadrări artificiale.

### Cronologie
- 1917–1922 – urmează gimnaziul la școala „I. H. Rădulescu” din Craiova;
- 1925 - deschide împreună cu fratele său Șerban prima expoziție;
- 1923-1927 – urmează cursurile Colegiului Național „Carol I” din Craiova unde-l are ca profesor pe Eugen Ciolac
- 1927 - lucrează cu Theodor Romanați în atelierul acestuia
- 1928 – se înscrie la cursurile Facultății de Științe Naturale din București făcând studii de biologie care-l vor pasiona întreaga viață
- 1929 – se înscrie la cursurile Facultății de Medicină din București
- 1934 - se apucă de pictură la sugestia și insistențele soției sale fără să cunoască nimic despre acest domeniu
- 1936–1937 - îndeplinește funcția de profesor în cadrul Seminarului telogic al Măsătirii Cernica. Aici l-a cunoscut pe pictorul Octavian Angheluță. Trimite lucrarea Crapul la expoziția Salonului oficial
- 1938 - are prima expoziție personală în sala Ateneului Român din București
- 1939 – își dă doctoratul în Medicină, cu calificativul „Magna cum Laude”
- 1941 - cu ocazia unei expoziții personale afișează o notă mai echilibrată, ușor impersonală, abordând tematica portretelor și a peisajelor
- 1942 - prezintă lucrări expresioniste și nonconformiste
- 1943 - se remarcă prin, ceea ce unii au definit ca un moment crucial al plasticii românești, lucrări tranșante și fără echivoc. În acest an este trimis pe front ca medic
- 1950 - îndeplinește funcția de cercetător științific în cadrul Academiei Române
- 1951–1954 - îndeplinește funcția de șef de lucrări la Spitalul Brâncovenesc din București
- 1943–1960 - deschide o mulțime de expoziții colective și a avut circa șapte expoziții personale găzduite de Ateneul Român
- 27 iulie 1962 - se stinge din viață[2]

## Creația
Creația lui Ion Țuculescu se grupează în cicluri de lucrări cu subiecte inspirate din realitate și prezentate în imagini simbolice:
- Faza „folclorică”, desfășurată în perioada 1947–1956. Ion Țuculescu a descoperit și a pus în valoare sugestiile artei populare în domeniul decorativ.
- Faza decorativ-abstractă. Aceasta este un ciclu în care acordul cromatic definit de raportul albastru-oranj face să anticipeze evoluția artistică a pictorului din ultima perioadă a creației sale. Reprezentativă pentru această fază este lucrarea „Marina cu fluturi oranj”.
- Faza „neagră” face parte din perioada simbolic-abstractă de creație a pictorului, fază în care motivul ochilor apare cu prioritate și devine definitoriu. Astfel, ochiul care este considerat partea cea mai expresivă a feței umane, devine la el un laitmotiv simbolic-fantastic și pictural, într-o viziune total personală. Cele mai importante lucrări de acest gen sunt: „Ochii demiurgului”, „Ochi călători”, și altele. Negrul nu mai este folosit ca fundal ci are o funcție substanțială ce potențează prin contrast culorile calde.

## Citate
- „Am vrut să las oamenilor o operă plină de dragoste de viață – am vrut să calc peste toate tristețile, peste toate neliniștile sufletului meu, dar n-am putut. [...] Ce aș putea spune oamenilor pentru a-i convinge că viața e frumoasă, veselă și fericită? Ca să fiu sincer, în viața de toate zilele nu mai pot trăi fericirea. Nu mai trăiesc decât în artă, în pictură și mai ales în muzică.”—Ion Țuculescu în „Contemporanul” Nr. 8, din 1965
- „„Rațiunea a dirijat o pictură senină, senină ca scoarțele oltenești. Pictorul secret din mine a visat la altceva, la misterul cosmic... Nu mi-a fost dat să urc până Sus.”

## Aprecieri critice
- „Țuculescu a revoluționat într-un fel cromatismul picturii românești.”

„Pictura lui Țuculescu surprinde prin excepționala ei forță cromatică, prin insolitul raporturilor de culoare, prin intensitățile care ni se imprimă obsesiv pe retină.”—(A. Baconsky, 1972)
„Ion Țuculescu a pictat până în ultima clipă, credincios țelului său, lăsând în urma lui o operă trainică și cutezătoare, cu care, în anii următori, poporul nostru se va mândri tot mai mult, cum s-a petrecut și cu opera lui Constantin Brâncuși. Biruința lui Țuculescu este mare și pilduitoare, fiindcă este una dintre acele biruințe mari și pilduitoare de după moarte care, din timp în timp, ne zguduie conștiințele și îmbogățesc tezaurul spiritual al omenirii.”—(Geo Bogza, extrase din „Timpul începutului”)
„Baza stilului său de neconfundat va fi o contaminare neobișnuită și fericită a elementelor naturaliste și fantastice, de realitate și de abstracție, motive vii, folclorice și de rafinate începuturi literare. Forța imaginației sale, temperamentul vulcanic, libertatea și spontaneitatea în pictură, sensurile filosofice și mitice legate de originile folclorului, i-au conferit originalitatea artistică, un sens umanist întregii creații și un prestigiu valoric, care l-au situat printre fruntașii artei românești și universale.”—(Lorenza Trucchi, în „Fierra Litteraria”)

## Listă selectivă de lucrări

### Începuturi
- Flori albe
- Peisaj de țară
- Fetița
- Interior de pădure

### Expresionism
- Interior țărănesc
- Portretul bunicului
- Autoportret cu frunză

### Perioada folclorică
- Albăstrele de câmp
- Triplu autoportret
- Compoziție cu 2 fazani
- Drama folclorică
- Peisaj cu lac
- Autoportret pe fond galben
- Turc cu șalvari roz

### Perioada totemică
- Ochi călători
- Pasiune
- Metamorfoza
- Pană de păun
- Răsărit de soare
- Totem solar
- Ochi verzi
- Totem sub copac
- Ruginile toamnei
- Opoziție
- Urme
- Compoziție Copii în grădină
- Peisaj cu țărănci
- Peisaj din Grecia
- Birja la Costinești
- Spre larg
- Accente negre
- Fecioara cu Pruncul
- Circuite
- Vieți multiple